# Georg von Wachter
Johann Friedrich Georg von Wachter (* 11. Januar 1860 in Wallerstädten (Groß-Gerau); † 19. Juni 1926 in Auerbach an der Bergstraße) war ein preußischer Generalleutnant und Kommandeur der 11. Infanterie-Brigade.

## Leben
Georg von Wachter war ein Sohn des Pfarrers Johann Georg von Wachter (1822–1904) und dessen Ehefrau Elisabeth Kühn (1824–1895).
Er entschied sich für eine Laufbahn in der Preußischen Armee und war als Oberst vom 21. April 1911 bis 26. Januar 1914 Kommandeur des Infanterie-Regiment Nr. 55. Anschließend wurde er als Nachfolger von Generalmajor Erich von Redern Kommandeur der 11. Infanterie-Brigade und blieb dies bis zum 24. Oktober 1914. Die 11. Infanterie-Brigade kam mit Kriegsbeginn im August 1914 an der Westfront zum Einsatz und war unter seiner Führung u. a. an der Eroberung von Lüttich und den Schlachten an der Gette, Schlacht bei Mons, Schlacht bei Solemes und Schlacht von Le Cateau beteiligt.
Er war verheiratet mit Gertrud Laura Auguste von Poser und Groß-Naedlitz (1871–1964). Aus der Ehe ist der Sohn Friedrich Georg Hermann Heinrich von Wachter (* 4. Oktober 1917, gefallen in Russland am 4. August 1942) hervorgegangen.